# Експедиція Кон-Тікі
Експедиція Кон-Тікі: На плоту через південні моря (норв. Kon-Tiki ekspedisjonen) — книга 1948 року норвезького мандрівника, етнографа, натураліста, археолога і письменника Тура Хеєрдала.
У ній розповідається про досвід Хеєрдала під час експедиції Кон-Тікі, коли він подорожував Тихим океаном на плоту з бальсового дерева.
Вперше опублікована в Норвегії 2 листопада 1948 року і була розпродана за 15 днів.
До 1961 року книга була перекладена щонайменше 55 мовами.
Згідно з фільмом 2013 року про експедицію, книга була перекладена більш ніж 70 мовами і продана накладом понад 50 мільйонів примірників.